# Episodi de L'invincibile Zambot 3
L'invincibile Zambot 3 (無敵超人ザンボット3?, Muteki Choujin Zanbotto 3, letteralmente L'invincibile superuomo Zanbot3) è una serie anime robotica giapponese prodotta dalla Sunrise, composta di 23 episodi. È stata realizzata nel 1977 sotto la regia di Yoshiyuki Tomino, che ne è anche l'autore, e vede il character design di Yoshikazu Yasuhiko, il mecha design di Ryoji Hirayama e le musiche di Takeo Watanabe.
| Nº | Titolo italiano (edizione 1981 - edizione Dynit) Giapponese 「Kanji」 - Rōmaji | In onda          | In onda |
| Nº | Titolo italiano (edizione 1981 - edizione Dynit) Giapponese 「Kanji」 - Rōmaji | Giapponese       |         |
| 1  | Zambot il primo - Zambot Ace, avanti! 「ザンボ・エース登場」 - Zanbo Esu tojo | 8 ottobre 1977   |         |
| 1  | Durante una sfida di corsa in motocicletta contro la banda di Shingo, Kappei e i suoi amici vengono attaccati da misteriosi tentacoli meccanici. Il ragazzo fugge di corsa verso casa, che si trova sul lato opposto della baia, sull'isola prospiciente; intanto la cittadina viene ferocemente attaccata. Egli appartiene in realtà ad una famiglia aliena proveniente da un pianeta lontano 47 anni luce dalla Terra; con il supporto di potenti astronavi e robot da guerra si assumono il dovere di proteggere l'umanità dai pericoli e dagli attacchi provenienti dallo spazio. Dopo esser riusciti finalmente a recuperare il Biar 1 da sott'acqua dov'era rimasto fino ad allora, i familiari di Kappei gli assegnano il compito di pilotare il primo modulo dello Zambot, lo Zambot-Ace, che riesce subito a maneggiare con estrema facilità grazie all'addestramento intensivo notturno mediante ipnosi a cui è stato sottoposto per tutti i mesi precedenti. |                  |         |
| 2  | Arrivano i rinforzi - Un aiuto inaspettato 「燃える死神の花」 - Moeru shinigami no hana | 15 ottobre 1977  |         |
| 2  | Le famiglie Jin, Kamie e Kamitaka si alleano nella lotta contro gl'invasori, a bordo dei rispettivi Biar. Durante un addestramento a bordo dello Zambot-Ace Kappei, in compagnia di Aki e Michi, scorge uno strano gigantesco meteorite precipitare sulla superficie terrestre e s'avvicina in direzione del luogo dell'impatto. Qui ingaggia immediatamente una terribile battaglia contro il mostro alieno che appare e che attacca con palle infuocate; nel momento di maggior difficoltà ecco però comparire improvvisamente Uchuta e Keiko a bordo dei rispettivi moduli da combattimento che gli prestano immediato soccorso. Riescono infine unendo le forze a spedire il mostro meccanico a disintegrarsi in fondo ad un cratere del Fuji. |                  |         |
| 3  | Zambot 3 fa la sua comparsa - Uniti per la vittoria 「ザンボット３出現！」 - Zanbotto 3 shutsugen! | 22 ottobre 1977  |         |
| 3  | Un mostro nemico semina la morte utilizzando come arma di distruzione un raggio congelante; Keiko e Uchuta si trovano da soli ad affrontarlo in quanto Kappei si trova occupato in una competizione di kendō contro Shingo all'interno del perimetro di un tempio shintoista. Giunto sul luogo dello scontro Kappei rifiuta in malo modo l'aiuto portatogli dai due cugini, mentre alla base di controllo cercano in tutti i modi di convincerlo a collaborare: Ichitaro riesce infine a portar l'accordo fra i tre ragazzi e può così coordinare il procedimento di aggancio dei moduli che portando alla formazione dell'invincibile robot Zambot 3. Alla fine il nemico è abbattuto e le tre famiglie si riuniscono con le rispettive basi/astronavi. |                  |         |
| 4  | La storia di Bearu - King Biar 「集結！キング・ビアル」 - Shuketsu! Kingu Biaru | 29 ottobre 1977  |         |
| 4  | Il mostro avversario attacca i tre Biar nei pressi del golfo di Suruga prima che questi possano portar a termine l'operazione d'aggancio; l'intero paese, dove solo fino a pochissimo tempo prima erano vissuti i Jin, viene così interamente raso al suolo. Kappei, sceso in perlustrazione, trova tra le macerie la sorellina di Shingo, Kaoru, e la porta in salvo. Questi nel frattempo, a bordo della propria motocicletta e armato di fucile fa irruzione nel Biar 1 e comincia a minacciare i presenti, accusati d'aver portato - loro unici responsabili - morte e distruzione nella sua città. Intanto è apparso il robot avversario e Zambot corre impavido ad affrontarlo. Shingo viene allontanato, ma egli continua ad accusare i Jin di tutte le disgrazie che stanno accadendo in paese. |                  |         |
| 5  | Zambot senza amici - Un mare colmo di rabbia 「海が怒りに染まる時」 - Umi ga ikari ni somaru | 5 novembre 1977  |         |
| 5  | I profughi, tra cui anche la famiglia di Shingo, si stanno imbarcando a gran velocità su una nave appena allestita e destinata a dirigersi verso un campo d'accoglienza per le vittime degli attacchi alieni. Ma proprio di fronte all'imbarcazione ecco sopraggiungere un robot nemico e Zambot lo affronta con coraggio e sprezzo del pericolo; purtroppo però rimangono coinvolti anche molti civili e al termine della battaglia le vittime si contano a cumuli. Anche Michi, la ragazzina fino a poco tempo prima compagna di giochi e d'avventure di Kappei, accusa i Jin d'esser i soli colpevoli del disastro che sta accadendo, mentre Shingo rinnova i suoi propositi di vendetta contro di loro. |                  |         |
| 6  | Il ritorno di Goro-Gen - Il ritorno di Gengoro 「父が帰ってきた日」 - Chichi ga kaettekita | 12 novembre 1977 |         |
| 6  | Il padre di Kappei, Gengoro, sta per tornare da un lungo viaggio in mare a bordo della sua flotta da pesca; questa è però attaccata da un Mecha-Burst. Lo Zambot-Ace giunge a portare i primi soccorsi e conduce i superstiti dell'equipaggio al vicino porto di Yaizu. Ma i cittadini, impauriti e stremati, arrivano al punto di prendere in ostaggio lo stesso Gengoro ed intimare ai Jin di andarsene immediatamente dal Giappone. Kappei è furioso davanti all'ottuso egoismo ed alla cecità degli esseri umani, ma il padre riesce - seppur a fatica - a portar un po' di calma e serenità con le sue sagge parole, rivolte sia al figlio che a Shingo. Al termine dell'ennesima battaglia contro il mostro da combattimento Kappei cede ad un piano disperato davanti al padre. |                  |         |
| 7  | L'amicizia Saraba! - Chi è il nemico? 「さらば！我が友よ」 - Saraba! Waga tomo yo | 19 novembre 1977 |         |
| 7  | Kappei porta il proprio aiuto a Michi rimasta ferita durante un attacco e la fa condurre di corsa da Keiko alla base per essere curata; purtroppo anche l'amica Aki lo ritiene responsabile dell'invasione della Terra da parte delle armate Gaizok. Nel frattempo però appare anche il MechaBurst che, fin dal primo momento, si dimostra esser un osso davvero molto duro per i moduli Zambot separati. Shingo, con la sua banda armata di spranghe e fucile, riappare ancora una volta e, fattosi aprire il portellone d'ingresso, comincia a danneggiare seriamente l'interno del King Biar; solamente la pronta e decisa reazione di Hanae riesce a tenerlo a bada. Riusciti per un soffio a sconfiggere l'avversario, anche Kappei e Uchuta tornano alla base, solo per prender atto della distruzione compiuta da Shingo. |                  |         |
| 8  | Questa volta tocca a Uchuta - Ritorno a Tokyo 「廃虚に誓う戦士」 - Haikyo ni chikau senshi | 26 novembre 1977 |         |
| 8  | Il nuovo mostro attacca Tokyo, per la precisione la zona dove si trova l'abitazione dei Kamie. Trascinata dalla moglie Sumie, il padre di Uchuta stacca il loro modulo dalla base per dirigersi verso la capitale in difesa della propria casa. Ma quando il robot avversario torna all'assalto ecco che Uchuta - critico ed aspro verso il cieco egoismo dimostrato dai genitori - fa riportare il Biar 2 in posizione per combinarsi con gli altri due componenti e riformare così il KingBiar. Questa volta per battere l'avversario lo Zambot dovrà ricorrere addirittura ad una bomba a ioni sparata direttamente dal King Biar dentro la bocca del mostro mandato dai Gaizok. |                  |         |
| 9  | Re Bearu, attento al pericolo - In lotta contro il tempo 「危うし！キング・ビアル」 - Abunashi! Kingu Biaru | 3 dicembre 1977  |         |
| 9  | Ci sono difficoltà a reperire i mezzi di ricambio per le riparazioni dei moduli Biar; perfino un ex collega di Hisaemon, armatore di navi, si rifiuta categoricamente di dar loro una mano. In mare aperto viene però attaccato da un MechaBurst che spara loro addosso un raggio congelante: lo Zambot accorre a portar soccorso. Il nemico, insolitamente debole e remissivo, viene velocemente distrutto dal robot pilotato da Kappei e cugini. Ci si accorge però ben presto che il mostro, esplodendo, ha scagliato contro il KingBiar una cinquantina di mini-bombe a tempo arricchite con l'uranio; per impedire una carneficina la base dei Jin si alza in volo col comandante ferito a bordo. Poco dopo questi cerca di fuggire ma rimane bloccato all'esterno ad altissima quota: Kappei prima si slancia fuori per salvargli la vita, poi con lo ZambotAce prova a staccar le mine. Queste, avvolte da un forte campo magnetico, possono venir tolte solamente utilizzando un polo magnetico opposto. Il capitano muore per le ferite riportate, comprendendo solo allora le reali benevole intenzioni dei Jin a difesa del pianeta.                |                  |         |
| 10 | La comparsa della base - Caccia all'uomo 「バンドック現わる！」 - Gayzoku Bandokku arawareru! | 10 dicembre 1977 |         |
| 10 | Una delegazione diplomatica, guidata dal vice primo ministro Nozaki ed altri importanti funzionari governativi, si reca alla base dei Gaizok dopo aver ricevuto un invito ufficiale da parte di Butcher: questi però non ha affatto l'intenzione di aprire trattative per stipulare un accordo di pace, bensì di divertirsi un po' col tiro al bersaglio contro gli umani. Appesi a dei palloncini a grande altezza fuori dalla Bandok, vengono uno dopo l'altro abbattuti a colpi di freccia. Anche il vice primo ministro viene colpito, ma cade nel fiume e riesce a rifugiarsi provvisoriamente all'interno delle tubature fognarie. Nonna Maie, riconosciuto in Nozaki il suo primo grande amore di gioventù, non esita a partire a bordo d'una navetta-elicottero con l'intenzione di aiutarlo. Mentre lo Zambot affronta l'ennesimo MechaBurst Maie e Nozaki sono recuperati dal Biar 1 e tratti fuori pericolo. |                  |         |
| 11 | Una disperata operazione militare - Nella tana del nemico 「決死の爆破作戦」 - Kesshi no boha sakusen | 17 dicembre 1977 |         |
| 11 | La Bandok è ancora saldamente piantata nel centro cittadino di Tokyo, protetta da una barriera invisibile. Il nonno ed il padre di Kappei decidono una sortita: s'intrufoleranno al suo interno da terra per provare a disattivare la barriera. Apertisi un varco, Mentre lo Zambot distrae gli avversari, i due uomini riescono a portar a termine il compito loro affidato, finendo perfino col ritrovarsi faccia a faccia davanti a Butcher. Intanto però il MechaBurst porta il proprio attacco al Biar 1, cosicché Zambot deve tornar sui suoi passi e permetter la fuga indisturbata della Bandok. Al termine dello scontro viene deciso che per un po' i tre Biar rimangano separati, ognuno nel luogo di residenza delle rispettive famiglie. |                  |         |
| 12 | Il Kymono - Un triste compleanno 「誕生日の死闘」 - Tanjobo no shito | 31 dicembre 1977 |         |
| 12 | Il giorno del suo 14º compleanno - lo stesso di Butcher - Keiko vola col lo Zambase in direzione di Shinshu, in visita alla famiglia; ma durante il viaggio viene sorpresa dall'attacco di un mostro. |                  |         |
| 13 | Lotta senza fine - La lunga strada del guerriero 「果てしなき戦いの道」 - Hateshinaki tatakai no michi | 7 gennaio 1978   |         |
| 13 | Durante uno dei tanti scontri con i mostri Gaizok, Kappei rivede dopo molto tempo Shingo; assieme al suo gruppo sta cercando di mettersi al sicuro verso nord a bordo d'un camion con una colonna di altre persone. Con lui viaggia anche la piccola Chiko, una bambina rimasta orfana per colpa della guerra; a causa dello choc subito vedendo i genitori morire davanti ai suoi occhi durante una delle battaglie di Zambot è diventata muta ed ora trascorre il suo tempo in cerca di cavallette, terrorizzata davanti a qualsiasi robot. A seguito d'un crudo scambio di vedute tra Shingo e Kappei, questi sembra improvvisamente aver perduto tutta la fiducia che riponeva in se stesso e l'energia necessaria per continuare a contrastare i Gaizok; mentre i due stanno facendo a pugni ecco che la piccola improvvisamente ritrova l'uso della parola, supplicandoli di non litigare. Ha compreso che lo Zambot è in realtà un robot buono che vuole aiutarla; anche Shingo col tempo si è ricreduto nei confronti dei Jin, rendendosi conto che sono gli unici capaci di opporsi all'invasione. Rinvigorito nell'animo, Kappei torna a combattere. |                  |         |
| 14 | Una sciarpa - La promessa di Aki 「スカーフよ永遠（えいえん）なれ」 - Sukafu yo eien nare | 14 gennaio 1978  |         |
| 15 | Il grande ammiraglio - Il coraggio e l'onore 「海に消えた老将」 - Umi ni kieta rosho | 21 gennaio 1978  |         |
| 16 | Uno strano campo profughi - Il dramma delle bombe-uomo 「人間爆弾の恐怖」 - Ningen bakudan no kyofu | 28 gennaio 1978  |         |
| 17 | Bombe umane - Quando brilla una stella 「星が輝く時」 - Hoshi ga kagayaku toki | 4 febbraio 1978  |         |
| 18 | Aki e Kappei - Aki e Kappei 「アキと勝平」 - Aki to Kappei | 11 febbraio 1978 |         |
| 19 | Una grande battaglia - Fuga verso il domani 「明日への脱出」 - Asu e no dasshutsu | 25 febbraio 1978 |         |
| 20 | Inizia la resa dei conti - Il giorno della partenza 「決戦前夜」 - Kessen zen'ya | 4 marzo 1978     |         |
| 21 | Il nonno e la nonna Kessen! - L'ultima battaglia 「決戦！神（じん）ファミリー」 - Kessen! Kami famiri | 11 marzo 1978    |         |
| 22 | L'ultimo giorno di Butcher - La fine di Butcher 「ブッチャー最後の日」 - Buccha saigo no hi | 18 marzo 1978    |         |
| 23 | La resa dei conti - Splendi per sempre 「燃える宇宙」 - Moeru uchu | 25 marzo 1978    |         |